# Leptosphaeria pseudodiaporthe
Leptosphaeria pseudodiaporthe är en svampart som beskrevs av Oudem. 1892. Leptosphaeria pseudodiaporthe ingår i släktet Leptosphaeria och familjen Leptosphaeriaceae.   Inga underarter finns listade i Catalogue of Life.